# Kemashi
Kemashi è una delle zone amministrative in cui è suddivisa la Regione Benisciangul-Gumus in Etiopia.

## Woreda
La zona è composta da 5 woreda:
1. Dembi
2. Kamashi
3. Mizyiga
4. Sedal
5. Zayi